# Anas poecilorhyncha
El ánade picopinto o pato australiano (Anas poecilorhyncha) es una especie de ave anseriforme de la familia Anatidae ampliamente distribuido en el sur de Asia.
Tiene tres subespecies que se diferencian ligeramente en el color de las plumas.

## Distribución
Es originario de Asia, principalmente de China, Mongolia, Siberia meridional, Bangladés, Camboya, Laos, Vietnam, Birmania y la India. Su gama se extiende hasta el sur de Sri Lanka.
La subespecie A. poecilorhyncha haringtoni es originaria de Birmania, el sur de China y Vietnam. La subespecie Anas poecilorhyncha zonorhyncha se distribuye en la mayor parte de China, también se reproduce en el sur de Siberia, en Corea y Japón.
Las poblaciones del norte de China, Mongolia y Siberia son migratorias. Migran en los meses de invierno hacia el sur, llegando hasta Camboya y Tailandia. Aves vagabundas llegan ocasionalmente a las islas de Alaska y pueden alcanzar el norte de Filipinas.

## Hábitat
Prefieren las aguas poco profundas y humedales de agua dulce que tienen una vegetación acuática muy densa. A los ríos pasan solo de vez en cuando. En China también puede encontrarse en aguas costeras. Sin embargo parece que los patos de esta especie evitan las extensiones de agua salada e incluso agua salobre. En las regiones donde existe también el ánade real, rara vez viven juntas las dos especies.